# Gara Țăndărei
Gara Țăndărei este o gară care deservește orașul Țăndărei, județul Ialomița, România.
trenurile de calatori care tranziteaza aceasta gara vin directia Iasi ,Buzau,Suceava si Constanta.
Trenurile de marfa sunt din ce in ce mai putine deoarece traficul de marfa s-a rarit